# Cornel Pavlovici
Cornel Pavlovici (* 2. April 1942 in Bukarest; † 8. Januar 2013) war ein rumänischer Fußballspieler.

## Sportlicher Werdegang
Pavlovici begann seine Karriere beim seinerzeitigen Zweitligisten Metalul Bukarest, wo er 1959 für die Wettkampfmannschaft in der Divizia B debütierte. Nach Stationen bei Recolta Carei, Dinamo Baia Mare, Jiul Petroșani und ASMD Satu Mare kehrte der Stürmer 1962 in seinen Geburtsort zurück, wo er beim neu gegründeten und Klub Viitorul Bukarest unterkam. Der sich aus der rumänischen Jugendnationalmannschaft konstituierende Klub wurde in die Divizia 1 aufgenommen, jedoch bereits zum Ende der Hinrunde wieder aufgelöst. Die Spieler wurden auf die restlichen Bukarester Klubs verteilt, Pavlovici kam zusammen mit den Mannschaftskameraden Sorin Avram, Aurel Măndoiu, Dumitru Popescu, Vasile Suciu und Florea Voinea zu Steaua Bukarest, zur Folgesaison stieß noch der zwischenzeitlich für Știința Timișoara auflaufende Mircea Petescu hinzu.
Steaua war für Pavlovici die erste Station, bei der er mehrere Spielzeiten bestritt. Auf Anhieb zeichnete er sich durch seine Torgefahr aus, die ihm in der Spielzeit 1963/64 mit 19 Saisontoren gleichauf mit Constantin Frățilă vom Lokalrivalen und Meister Dinamo Bukarest den Titel des Torschützenkönigs einbrachte. Zudem erreichte er mit der Mannschaft das Endspiel um den Cupa României, das jedoch im Elfmeterschießen gegen Dinamo verloren ging. Bereits vorher hatte er im Frühjahr 1963 in der rumänischen Nationalmannschaft debütiert. Im folgenden Jahr nahm er am Fußballturnier der Olympischen Sommerspiele 1964 teil, bei dem er sechs Tore erzielte und mit der Auswahl im Viertelfinale gegen den späteren Olympiasieger Ungarn ausschied. Nach dem Turnier war seine Nationalmannschaftskarriere nach sieben Länderspielen, in denen er ebenso oft getroffen hatte, beendet.
Bei Steaua rückte Pavlovici zunehmend ins zweite Glied, wenngleich er in der Spielzeit 1965/66 mit elf Saisontoren erneut zu den torgefährlichsten Angreifern des Landes gehörte, damit sicherte er dem Klub auf dem letzten Nicht-Abstiegsplatz den Klassenerhalt. Parallel erreichte die Mannschaft erneut das Pokalendspiel, beim 4:0-Triumph über UTA Arad gehörte er jedoch nicht zu den von Trainer Ilie Savu eingesetzten Akteuren.
Nach 34 Toren in 54 Erstligaspielen verließ Pavlovici im Sommer 1966 Steaua und wechselte zum Zweitligisten AS Armata Târgu Mureș. Mit diesem stieg er in die Divizia A auf, nach einem Jahr in der ersten Liga zog er zunächst für wenige Monate zum FC Argeș Pitești und dann zum FC Petrolul Ploiești weiter. Nach einer Spielzeit beim Zweitligisten FC Progresul Bukarest war er noch bis 1973 für Metalul Târgoviște, Steagul Roşu Braşov und Metalul Turnu Severin aktiv.